# ميس ملدبريدي
ميس ملدبريدي (الاسم العلمي:Celtis mildbraedii) هو نوع من النباتات يتبع جنس الميس من الفصيلة القنبية.

## مرادف
- ميس مضغوط (الاسم العلمي:Celtis compressa)